# توكوغاوا إييهارو
توكوغاوا إييهارو (باليابانية: 徳川 家治) عاش في الفترة بين (20 يونيو 1737 - 17 سبتمبر 1786) كان عاشر شوغون في شوغونية توكوغاوا والذي حكم في الفترة بين 1760 حتى 1786. إييهارو هو الابن الأكبر لتوكوغاوا إيشيغه الشوغون التاسع، وابن حفيد حفيد توكوغاوا إياسو مؤسس شوغونية توكوغاوا.